# Katarina Kraft
Marit Sigrid Katarina Kraft-Ahnlund, ogift Kraft, född 21 oktober 1924 i Danderyd, död 19 juni 1986 i Täby, var en svensk kärnfysiker och vetenskapsjournalist.

## Biografi
Kraft intresserade tidigt för matematik och fysik och blev den första kvinnan att söka till civilingenjörsprogrammet i teknisk fysik på KTH. Intressant att notera i sammanhanget är att när Kraft blev antagen bestod hennes årskull endast av tolv studenter, till skillnad från 131 personer i dag. Det spekuleras om huruvida den framstående forskaren inom kärnfysik och upptäckare av fissionen Lise Meitner var en avgörande orsak till Krafts framtida forskarkarriär.
Året efter, 1949, tog Kraft, då Kraft-Ahnlund, examen vid Kungliga Tekniska högskolan och började arbeta på Nobelinstitutet för fysik i Frescati. Kraft-Ahnlunds arbete gick ut på att mäta atommassor och energinivåer hos lätta atomkällor. Under denna tid fanns inte utrustningen för att göra sådana mätningar, varför Kraft-Ahnlunds arbete i praktiken bestod i att ta fram den själv för att kunna göra sina mätningar. Under 1952–1956 utförde Kraft de experiment på Nobelinstitutet som hon sedan publicerade och därmed blev Kungliga Tekniska högskolans första kvinnliga licentiatstudent och teknologie doktor 1956, och senare docent 1957. Efter disputationen vistades Kraft-Ahnlund ett år i USA, där hon arbetade som research fellow på Californian Institute of Technology (Caltech), bland annat med William Fowler. På Caltech fick Kraft-Ahnlund möjlighet att använda sig av kraftigare acceleratorer i sin forskning.
Hemkommen från USA lämnade Kraft-Ahnlund Nobelinstitutet och tog anställning som vetenskapsjournalist med ansvar för naturvetenskap och teknik i uppslagsverket Focus. 
Från och med 1963 arbetade Kraft-Ahnlund vid Försvarets forskningsanstalt (FOA), där hon med en utredningsgrupp bland annat utredde konsekvenserna för Sverige vid ett kärnvapenkrig. Kraft-Ahnlund var då även medlem av Utrikespolitiska institutets styrelse. År 1969 valde Kraft-Ahnlund att avsluta sin tjänst på FOA, när projektledaren Rolf Björnerstedt blev kallad till en FN-tjänst som biträdande generalsekreterare för nedrustning. Tillbaka i vetenskapsjournalistiken fick Katarina Kraft-Ahnlund en ny möjlighet när Sveriges Radio 1970 sökte en chef för den nyinrättade vetenskap och teknikavdelningen. Efter nio år i tjänst började Kraft-Ahnlund själv göra program och från 1974 var hon en välkänd röst i radioprogrammet Vetandets värld.

### Familj
Katarina Kraft var dotter till historikern Salomon Kraft och dennes hustru Gudrun Weibull samt dotterdotter till geologen Mats Weibull.
Hon var mellan 1948 och 1975 gift med professor Knut Ahnlund (1923–2012) och fick med honom två söner. En av dem är Nathan Shachar, skribent och författare.

## Publikationer
- Transmutations of light nuclei. Experimental determinations of reaction energies, atomic masses and angular distributions, Diss., (Stockholm 1956).
- Ekonomisk beredskap, Försvar i nutid 1968:6.
- Vetandets värld: 30 bidrag till en pristävling, (Stockholm: Sveriges Radio, 1979).
- "Vetandets värld", i Kjellberg, Bo (red.), ”Profiler från F”: 1932-1982: En skrift utgiven med anledning av Sektionens för teknisk fysik vid KTH 50-årsjubileum år 1982 (Stockholm 1982)